# Kend din karma
Kend din karma er en dansk eksperimentalfilm fra 1992, der er instrueret af Jacob Wellendorf efter eget manuskript.

## Handling
En hængende mand. Hænger han på grund af sine erindringer? Eller erindrer han, fordi han hænger?